# Paul Gruner (Politiker, 1890)
Paul Albrecht Gruner (* 9. Januar 1890 in Gollschau, Kreis Nimptsch/Schlesien; † 27. April 1947 in Dresden) war ein deutscher Politiker (KPD, später SED) und Gewerkschaftsfunktionär des FDGB.

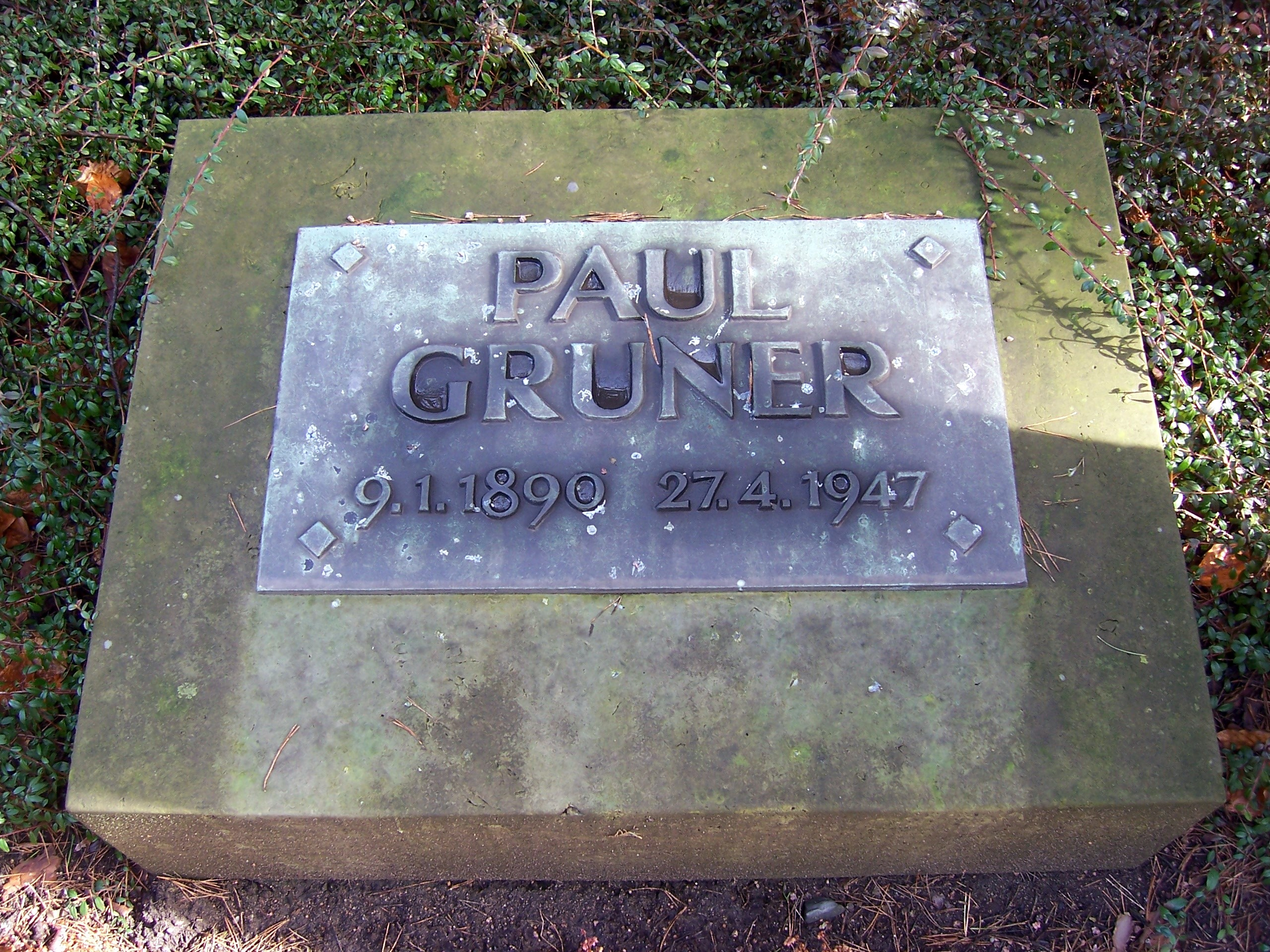
Grab auf dem Dresdner Heidefriedhof

## Leben

### Kindheit und Jugend
Paul Gruner wurde als erstes Kind des Steinmetz und Landwirts Hermann Gruner und dessen Frau Ernestine, geb. Gröschel, geboren. Er besuchte 1896–1904 die Volksschulen in Gollschau und Striege. 1904–1908 erlernte er den Beruf des Maschinenbauers in Strehlen und besuchte die dortige Handwerker-Fortbildungsschule sowie die Gewerbliche Zeichenschule. 1909 arbeitete er kurze Zeit als Maschinenbauer in Liegnitz und leistete anschließend 1909–1911 seinen Militärdienst bei der Feldartillerie in Breslau.

### Tätigkeit bei der Dresdner Straßenbahn
Im Oktober 1911 begann er als Schlosser bei der Städtischen Straßenbahn zu Dresden in Tolkewitz (bis 1931). Er trat dem Deutschen Metallarbeiterverband bei und wurde wenig später zum Vertrauensmann in der Straßenbahnwerkstatt gewählt. Im Ersten Weltkrieg musste er 1914–1918 Kriegsdienst leisten. 1918 wurde er in Laon/Frankreich in den Soldatenrat gewählt und schloss sich im selben Jahr der USPD an.
Nach der Entlassung aus dem Militärdienst nahm er 1919 seine Tätigkeit bei der Dresdner Straßenbahn wieder auf und heiratete Ella Hennig. Noch 1919 wurde die ältere Tochter Marianne geboren, und man wählte ihn zum Betriebsrat der Straßenbahnwerkstatt Tolkewitz sowie in den Zentralarbeitsausschuss der wichtigsten städtischen Betriebe. Er beteiligte sich im März 1920 während des Kapp-Putsches am Generalstreik und schloss sich im Dezember 1920 mit dem linken Flügel der USPD der KPD an. In der KPD war er zunächst Zellenleiter im Stadtteil und Mitglied der Ortsgruppenleitungen Dresden, dann wurde er in die Bezirksleitung der KPD Ostsachsens bzw. Sachsens gewählt.
1920 wurde er zum Betriebsratsvorsitzenden der Dresdner Straßenbahnbetriebe und zum Vorsitzenden des Gesamtbetriebsrates sämtlicher städtischer Betriebe gewählt (bis 1928), und trat in zahlreichen Betriebsratsversammlungen, Sitzungen und Konferenzen als Redner auf. Bis 1923 war er 2. Vorsitzender des Schlichtungsausschusses für städtische, kommunale und staatliche Angelegenheiten der dort beschäftigten Arbeiter und Angestellten.

### Politische Betätigung
1921 beteiligte sich die KPD in Dresden erstmals an den Wahlen zur Stadtverordnetenversammlung, und Paul Gruner zog als einer von vier KPD-Mitgliedern ins Stadtparlament ein. 1922 wählte ihn die Stadtverordnetenversammlung zum Stadtrat. Er wurde Mitglied des Finanz-, des Straßenbahnausschusses und des Ausschusses für den Vieh- und Schlachthof. Bei den Kommunalwahlen im Januar 1924 wurde er wiedergewählt. Die KPD-Fraktion umfasste jetzt 10 Abgeordnete und war damit berechtigt, einen ehrenamtlichen Stadtrat zu stellen. Paul Gruner wurde im Mai 1924 als erster und einziger Kommunist zum Mitglied des Stadtrats gewählt. Als Stadtrat war ihm u. a. die Verwaltung des Versorghauses übertragen (einer Anstalt für Alte und Wohnungslose), er war Mitglied des Fürsorgeausschusses, des Fachausschusses für Gesundheits- und Krankenfürsorge und weiterer Gremien. Er wurde im November 1926, November 1929 und November 1932 als Stadtverordneter der KPD und anschließend als ehrenamtlicher Stadtrat wiedergewählt und bekleidete diese Funktionen bis Anfang 1933.
Während des KPD-Verbots ab November 1923 wurde er erstmals verhaftet und saß 14 Tage im Gefängnis. 1924 folgte seine Wahl zum Leiter der kommunistischen Betriebszelle im Straßenbahnhof Tolkewitz (bis 1931). 1926 wurde er Mitglied der Roten Hilfe, 1927 der Internationalen Arbeiterhilfe (IAH). 1927 wurde er zum Mitglied des Verwaltungsrates der Straßenbahn und des Ältestenausschusses gewählt, 1930 zum Mitglied des Ausschusses zur Bekämpfung der Erwerbslosigkeit. 1927 wurde die jüngere Tochter Anita geboren.
Paul Gruner war mehrere Jahre Kassierer und Mitglied der Bezirksleitung Ostsachsen der KPD. 1928 wurde er aus dem Verband der Gemeinde- und Stadtarbeiter ausgeschlossen und Mitglied der von Arno Lade gegründeten Revolutionären Gewerkschaftsopposition (RGO). 1930 wählte man ihn zum Vorsitzenden der RGO in Dresden und in die erweiterte Reichsleitung der RGO. Im August 1930 nahm er als Delegierter der RGO in Ostsachsen am V. Weltkongress der Roten Gewerkschaftsinternationale (RGI) in Moskau teil.
An der Vorbereitung des Straßenbahnerstreiks im August 1931 war Paul Gruner wesentlich beteiligt, weswegen er am 25. August entlassen und 4 Tage später verhaftet wurde. Der Prozess wegen Hochverrats vor dem IV. Strafsenat des Reichsgerichts in Leipzig endete jedoch am 17. Juni 1932 mit Freispruch. Sein Verteidiger war der bekannte Dresdner Rechtsanwalt Rolf Helm, der ebenfalls KPD-Stadtverordneter war. Nach dem Freispruch folgte eine Zeit der Arbeitslosigkeit.
1932 würdigte Oberbürgermeister Wilhelm Külz die zehnjährige Tätigkeit von Paul Gruner im Stadtparlament. Ab etwa 1932 wurden allerdings auch die Auseinandersetzungen zwischen Kommunisten und Nazis in Dresden immer heftiger, Paul Gruner organisierte Protestaktionen, Demonstrationen und Massenkundgebungen.

### Kampf gegen den Nationalsozialismus
Wenige Tage nach dem Reichstagsbrand wurde Paul Gruner am 1. März gemeinsam mit den anderen kommunistischen Stadträten verhaftet und grausam misshandelt. Am 13. März folgte die offizielle Enthebung der kommunistischen Stadträte von ihren Ämtern. Am 14. März lieferte man Paul Gruner in das KZ Hohnstein ein, wo er am 5. Juli 1933 krank wieder entlassen wurde. Er fand wieder Arbeit und setzte seine illegale Tätigkeit fort. Er übte die Funktion des Gebietsinstrukteurs der Bezirksleitung der KPD Ostsachsens aus und agierte als Verbindungsmann der KPD zur RGO des Unterbezirks Dresden.
Am 15. Januar 1934 verhaftete man Paul Gruner wegen der Herstellung von Druckerzeugnissen. Im Untersuchungsgefängnis am Münchner Platz folgten Verhöre und Misshandlungen. Das Oberlandesgericht Dresden verurteilte ihn schließlich am 3. September 1934 zu 2 Jahren und 6 Monaten Zuchthaus sowie Aberkennung der bürgerlichen Ehrenrechte für 3 Jahre. Die Zuchthausstrafe hatte er anfangs in Waldheim und ab 1935 auf Schloss Osterstein in Zwickau abzusitzen. Für den 4. September 1936 war seine Entlassung vorgesehen, jedoch überführte man ihn stattdessen in das Konzentrationslager Sachsenburg, wo er drei Wochen im Steinbruch zu arbeiten hatte. Die Entlassung erfolgte schließlich von dort am 25. September. Aufgrund der ausgesprochen schlechten Haftbedingungen kam er schwer krank zuhause an. Nach seiner Genesung machte er sich jedoch erneut an die illegale Arbeit. 1937 fand er auch wieder Arbeit in der Dresdner Fasson- und Schraubendreherei. Den Rat seiner Parteigenossen, mit seiner Familie in die Emigration in die Sowjetunion zu gehen, lehnte er ab.
Am Tag des Überfalls auf Polen, dem 1. September 1939, wurde er „in Sicherheitsgewahrsam“ genommen und in das KZ Buchenwald transportiert, von wo er im Januar 1940 wiederum schwer krank entlassen wurde, denn sein ohnehin schlechter Gesundheitszustand hatte sich durch die Haftbedingungen noch weiter verschlechtert. Erst nach längerer Regenerationsphase konnte er 1942 seine Arbeit wieder aufnehmen, widmete sich daneben aber weiterhin der illegalen Tätigkeit. 1943 fanden auch mehrere Treffen mit Anton Saefkow aus Berlin statt.
Am 13. Januar 1944 wurde er wegen seiner Teilnahme am Neuaufbau der Dresdner Widerstandsbewegung erneut verhaftet und ohne Prozess in das KZ Mauthausen eingeliefert. Als Lagerhäftling Nr. 50.931 wurde sein Gesundheitszustand immer bedenklicher. Am 5. Mai 1945 wurde das KZ durch die US-Army befreit, aber erst am 16. Mai konnte er das Lager zusammen mit 34 anderen deutschen Häftlingen als Sowjetbürger getarnt zusammen mit sowjetischen Häftlingen verlassen. Es folgte ein Fußmarsch nach Wien, wo er im Lazarett im Schloss Schönbrunn gepflegt wurde.

### Nachkriegszeit
Erst am 15. Juli konnte er nach Dresden zurückkehren. Seine Familie war seit Februar 1945 ausgebombt, so dass er diese erst einige Tage später per Suchanzeige fand. Trotz seines schlechten Gesundheitszustands stellte er sich sofort wieder der KPD zur Verfügung, wurde am 18. August 1945 Vorsitzender des Ortsausschusses des FDGB und wenig später auch Mitglied des Landesausschusses Sachsen des FDGB. Im August wurde er zum Volksrichter berufen.
Er widmete seine ganze Zeit dem Neuaufbau der Gewerkschaften, sprach am 7. Dezember 1945 auf der Konferenz des FDGB-Landesausschusses mit der Landesverwaltung Dresden sowie den Gewerkschaftsfunktionären, wurde auf der Landesdelegiertenkonferenz des FDGB am 26./27. Januar 1946 in Dresden in den FDGB-Landesvorstand Sachsen sowie als Delegierter zum 1. FDGB-Kongress gewählt. Auf der 1. Sitzung des Landesvorstands am 19. Februar 1946 wählte man ihn zu dessen 1. Vorsitzenden. Auf dem 1. FDGB-Kongress (9.–11. Februar 1946 in Berlin) folgte seine Wahl in den Bundesvorstand des FDGB. Auf dem Vereinigungsparteitag der KPD/SED Sachsen am 7. April 1946 im Kulturhaus Dresden-Bühlau wählte man ihn in den Landesvorstand der SED. Am 1. Mai 1946 sprach er auf dem Theaterplatz in Dresden vor 120.000 Arbeitern, trat auf der ersten Delegiertenkonferenz der Gewerkschaft Handel und Transport am 15./16. Juni 1946 in Riesa auf, begrüßte am 21. Juni 1946 eine erste sowjetische Gewerkschaftsdelegation in Dresden.
1946 war er Mitglied der Beratenden Versammlung des Landes Sachsen. Bei den Landtagswahlen in der SBZ am 20. Oktober 1946 erfolgte seine Wahl als Abgeordneter der SED in den Sächsischen Landtag. Im Landtag wurde er Vorsitzender des Wirtschaftsausschusses sowie Vizepräsident des Landtags. Auf der 2. Landesdelegiertenkonferenz des FDGB Sachsen am 1./2. April 1947 in Chemnitz wurde Paul Gruner erneut als Delegierter zum 2. FDGB-Kongress gewählt. Trotz weiterer Verschlechterung seines Gesundheitszustandes nahm er am Kongress teil (17.–19. April 1947). Wieder wurde er in den Bundesvorstand des FDGB gewählt. Unmittelbar nach seiner Rückkehr aus Berlin musste er ein Krankenhaus aufsuchen und starb am 27. April 1947 in Dresden im Alter von erst 57 Jahren. Die Trauerfeier fand im Hygiene-Museum Dresden statt. Sein Grab befindet sich auf dem dortigen Heidefriedhof.

### Rezeption nach seinem Tod
Nach seinem Tod fanden in Chemnitz, Dresden und Leipzig u. a. sächsischen Städten Straßenbenennungen nach Paul Gruner statt, die u. a. im Fall der Dresdner Könneritzstraße nach der Wende wieder rückgängig gemacht wurden. Mehrere FDGB-Ferienheime wurden Namensträger, darunter in Hörnitz (heute Schloßhotel Althörnitz), Cämmerswalde (Kreis Brand-Erbisdorf, heute Ortsteil von Neuhausen) und Zinnowitz auf der Insel Usedom. Eine Reihe von Schulen trugen seinen Namen, darunter die 32. POS in Dresden-Blasewitz (heute 32. Oberschule „Sieben Schwaben“), die Grundschule der IG Transport in Grillenburg, Schulen in Karl-Marx-Stadt (heute Chemnitz), Dresden-Tolkewitz u. a.
Ella Gruner, die Witwe von Paul Gruner, pflegte bis zu ihrem Tod im August 1975 enge Beziehungen zu den Namensträgern. Sie sprach in Betrieben, Schulen und Einrichtungen vor Brigaden, Jungen Pionieren und Kampfgruppeneinheiten über sein Leben und Werk. Mehr als 30 Paul-Gruner-Kollektive sind heute noch bekannt, z. B. Flugzeugwerft Dresden, Mikromat Dresden, Verkehrs- und Tiefbaukombinat Dresden, Bahnbetriebswerk Dresden, Betriebshof Tolkewitz der Verkehrsbetriebe Dresden, 167. Kampfgruppen-Hundertschaft bei Pentacon Dresden, HNO-Klinik im Bezirkskrankenhaus Dresden-Friedrichstadt. Das Stadion Eisenberger Straße in Dresden hieß früher Paul-Gruner-Stadion. Nur in wenigen Fällen sind die Benennungen aus DDR-Zeiten heute noch vorhanden.

### Künstlerische Darstellungen
Es sind zwei Gemälde (Porträts) von Paul Gruner bekannt. Das größere Ölgemälde hing bis 1990 im Paul-Gruner-Saal im Dresdner Gewerkschaftshaus (Ritzenbergstraße). Der Künstler ist nicht bekannt. Heute befindet es sich im Kunstfonds der Staatlichen Kunstsammlungen Dresden. Das zweite, kleinere Bild wurde von Christian Kaulfuß, Schweißer beim VEB Verkehrsbetriebe Dresden und Mitglied des dortigen Mal- und Zeichenzirkels (dieser existierte bis ins Jahr 2000), gemalt. Es hing von 1966 bis 1989 im Foyer des FDGB-Erholungsheims in Cämmerswalde und befindet sich heute im Besitz der Dresdner Verkehrsbetriebe.
Es haben zwei Büsten von Paul Gruner existiert. Die ältere wurde in seiner Zeit als Dresdner Stadtrat (1922–1933) angefertigt. Sie befand sich in der 32. POS „Paul Gruner“ in Dresden-Blasewitz und ist heute in Familienbesitz. Die jüngere (Bronze-)Büste wurde im Auftrag des Rates der Stadt Dresden von Wilhelm Landgraf 1969 für das Dresdner Rathaus geschaffen. Der derzeitige Standort ist nicht bekannt.

## Parteizugehörigkeit
Paul Gruner war 1911–1918 Mitglied der SPD, 1918–1920 der USPD, 1920–1946 der KPD und seit der Zwangsvereinigung von SPD und KPD 1946 der SED.